# جو آرتور
جو آرتور (انگلیسی: Joe Arthur; ۱۱ ژوئیهٔ ۱۸۹۱ – ۱۹۷۵ (۸۳−۸۴ سال)) بازیکن فوتبال بود.
از باشگاه‌هایی که در آن بازی کرده‌است می‌توان به باشگاه فوتبال ساوتپورت اشاره کرد.